# غلاف (بريد)
عند هواة جمع الطوابع، الغلاف هو شكل من أشكال القرطاسية البريدية التي تستعمل من أجل توصيل صحيفة أو دورية. الغلاف عبارة عن ورقة كبيرة بما يكفي لالتفافها حول صحيفة مطوية أو ملفوفة وعليها طابع مطبوع لدفع رسوم البريد. تشير بعض الفهارس والكتب المرجعية إلى الغلاف على أنه غلاف بريدي وهو مشتق من المصطلح الفرنسي bandes postale. ويشير إليه البعض الآخر على أنه غلاف صحيفة أو غلاف دورية.

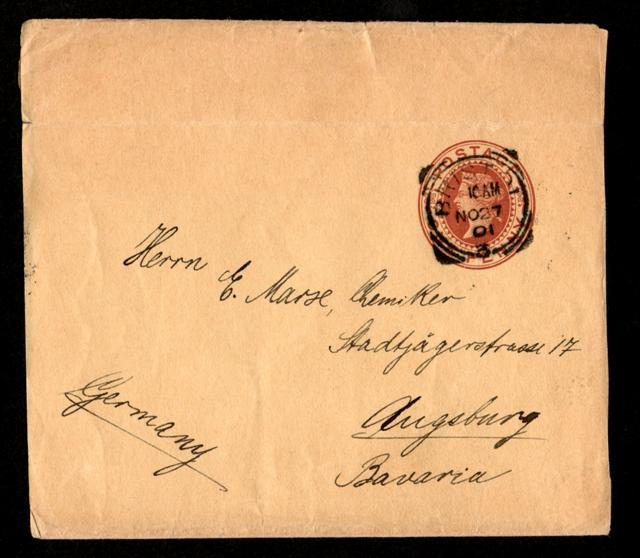
غلاف بريد ثمنهُ بنس واحد للملكة فيكتوريا البريطانية مطوي وموجه إلى أوغسبورغ، بافاريا وعليه إلغاء بريستول على شكل دائرة مربعة بتاريخ 27 نوفمبر 1901 الساعة 10.00 صباحًا، بعد خمسة أيام فقط من وفاة الملكة. يحمل الغلاف علامة استلام أوغسبورغ على ظهره (غير ظاهر) بتاريخ 29 نوفمبر تُبين أن الرحلة استغرقت يومين فقط.

## التاريخ

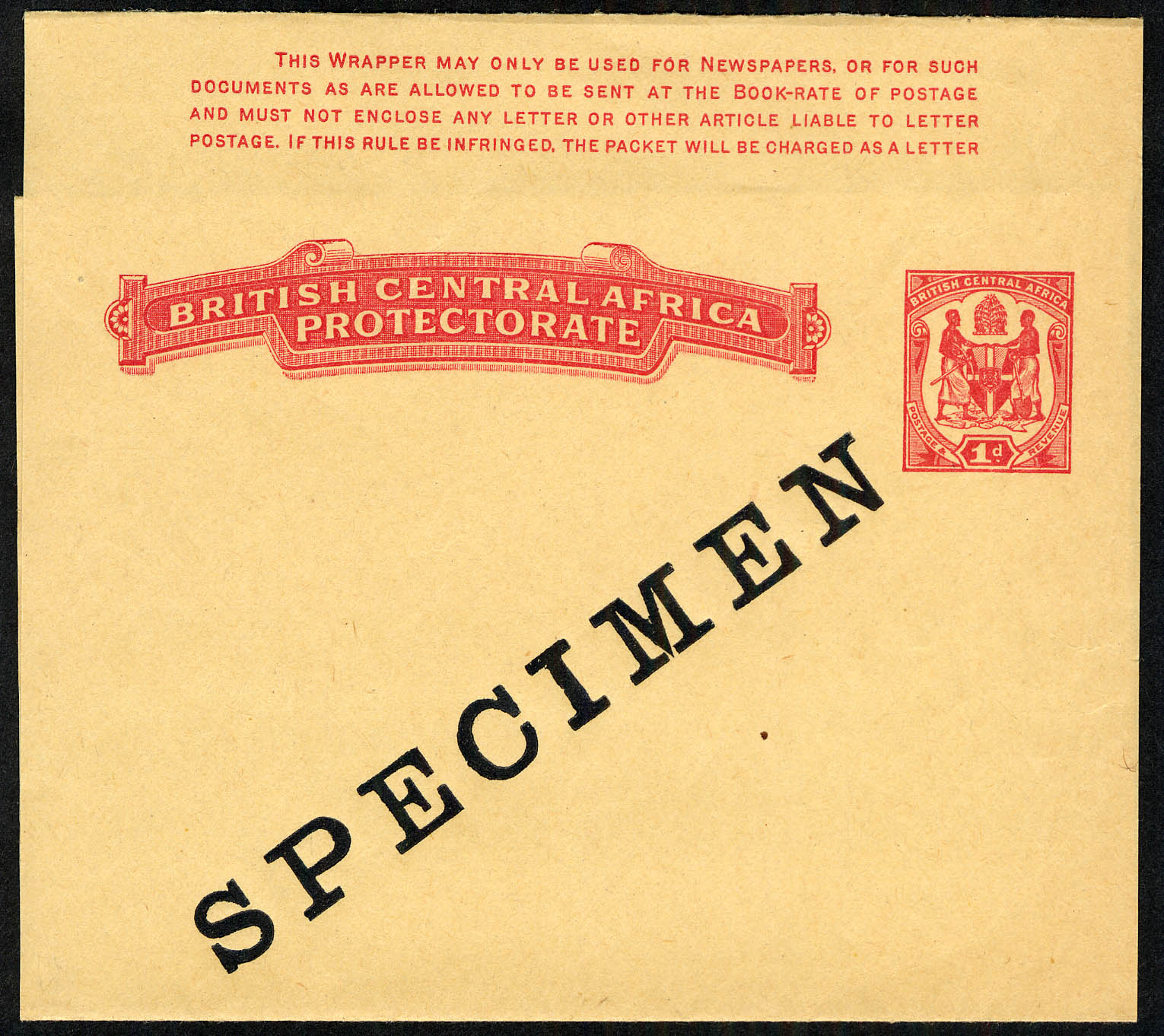
غلاف بريد صادر في عام 1899 مطبوع عليهِ طبع فوقي بطباعة SPECIMEN. تم تزويد الاتحاد البريدي العالمي بعينات من الطوابع والمواد المماثلة لتوزيعها على الأعضاء.

أول دولة أصدرت أغلفة بريد كانت الولايات المتحدة الأمريكية في أكتوبر 1861، تلتها نيو ساوث ويلز (1864)، ثم اتحاد شمال ألمانيا (1868)، ثم فيكتوريا (1869)، ثم رومانيا (1870)، ثم بريطانيا العظمى (1870)، أي ما مجموعهُ 110 دولة أصدرت أغلفة بريد.
يُعتبر تشارلز نايت أول من اقترح استخدام الأغلفة المختومة أو "المخترع". وقد قدم هذا الاقتراح في عام 1834 في رسالة إلى اللورد ألثورب، وزير الخزانة.
بعد ذلك في سياق المناقشة التي جرت في 22 مايو 1834، في مجلس العموم، صرح ماثيو دافنبورت هيل النائب في مجلس العموم، شقيق السير رولاند هيل، مؤيداً دفع قرش على صحيفة غير مختومة مرسلة بالبريد، قائلاً "... ولوضع حد لأي اعتراضات قد تثار حول صعوبة تحصيل المال، فإنه سيعتمد اقتراح شخص مؤهل تماماً لإبداء الرأي في هذا الموضوع - وأشار إلى السيد نايت، الناشر. وقد أوصى ذلك السيد بإعداد غلاف مختوم للصحف التي يرغب في إرسالها بالبريد، وأن يباع كل غلاف بسعر دولار واحد من قبل موزعي الطوابع.
وقد توقف الآن انتاج وصناعة الأغلفة في جميع الدول التي أصدرتها بسبب تراجع استخدامها. وقد ألغتها الولايات المتحدة من الجدول الرسمي في 9 تشرين الأول/أكتوبر 1934 رغم بيع المخزون المتبقي منها لبضع سنوات بعد ذلك.
توقفت معظم الدول عن الإنتاج بحلول عام 1940، وكانت آخر الدول التي توقفت عن إصدار الأغلفة هي أستراليا في عام 1980 وأيرلندا في عام 1984 وبربادوس في عام 1990 وقبرص في عام 1991.

## التجميع
في الأيام الأولى لهواة جمع الطوابع، كانت الممارسة المتبعة في بدايات جمع الطوابع هي قص الطابع والتخلص من بقية الغلاف، مما أدى إلى ندرة بعض الأغلفة السليمة الآن. أما اليوم، فيفضل هواة جمع الطوابع جمع الغلاف بالكامل لأنه قد يحتوي على علامات بريدية توفر معلومات إضافية مثيرة للاهتمام. تُعرف الطوابع المقطوعة من مواد قرطاسية بريدية كاملة باسم المربعات المقطوعة، وإذا استخدمت لأغراض بريدية باسم (قطع قرطاسية بريد). ويعتبر كلاهما عديم الفائدة تقريباً بالنسبة للمتخصص لأن هناك اهتماماً كبيراً بالنقوش والأختام المطبوعة المختلفة على القرطاسية البريدية بقدر اهتمامه بالطابع نفسه.

## مختوم حسب الطلب

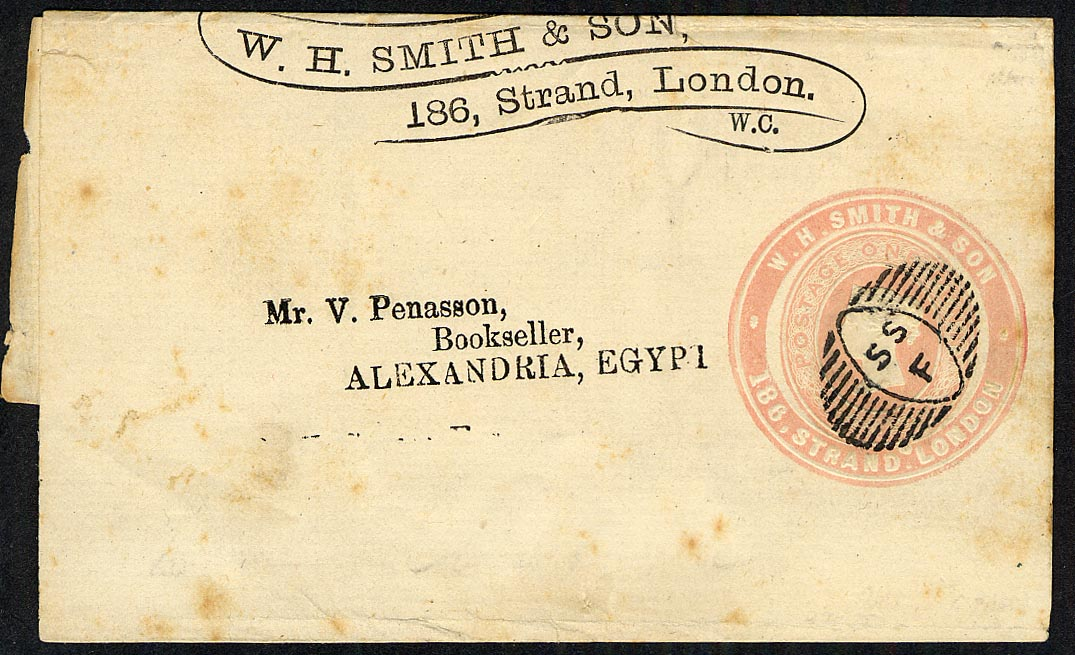
غلاف مختوم للطلبية لشركة دبليو إتش سميث وابنه، موجه إلى الإسكندرية في مصر، بالإضافة إلى الطابع المطبوع يوجد ختم إعلاني حول الطابع، الطابع المنقوش مؤرخ بتاريخ 13 كانون الثاني 1882، مختوم بختم بريدي خاص لـ دبليو إتش سميث.

وقد سمحت بعض الدول للشركات والأفراد بتقديم أوراقهم العادية أو المطبوعة الخاصة بهم لدمغها بطابع مطبوع. وفي بريطانيا العظمى استفاد العديد من الشركات من هذه الخدمة، وبما أنه كان بإمكان أي شخص استخدام هذه الخدمة، فقد أدى ذلك إلى قيام الأفراد بإنتاج أغلفة "طوابع بريدية" خاصة بهم. وقد ادخلت تسهيلات الطبع حسب الطلب في بريطانيا العظمى في عام 1855، ثم سحبت في عام 1973.
الأغلفة المختومة حسب الطلب معروفة أيضًا في أستراليا والنمسا وبافاريا وفرنسا وألمانيا ونيو ساوث ويلز وسويسرا وتسمانيا وفورتنبرغ.

## اقرأ أيضاً
- Higgins & Gage World Postal Stationery Catalog, 19 volumes covering the whole world.

## وصلات خارجية
- Bibliography of literature about Newspaper Wrappers
- stampdomain.com Article on wrappers and images. Long list of web links.
- Wurttemberg Stamped to Order Newspaper Wrappers for Die Briefmarke.